# Diboortetrafluoride
Diboortetrafluoride is een gasvormige verbinding van boor en fluor, met als brutoformule B2F4. In aanwezigheid van zuurstof explodeert het gas. Wanneer het in contact komt met kwik(II)oxide, mangaan(IV)oxide of koper(II)oxide kan het gas spontaan ontbranden. Bij verhitting van het gas ontstaan toxische dampen.

## Synthese
Diboortetrafluoride kan bereid worden uit reactie van boormonofluoride en boortrifluoride. De reactie moet bij lage temperatuur verlopen om geen polymerisatie te veroorzaken.